# Willi Sevcik
Willi Sevcik (fl. XX secolo) è stato un allenatore di calcio e calciatore austriaco.

## Carriera

### Giocatore
Dal 1919 al 1924 gioca nella prima divisione austriaca con l'Hertha Vienna; gioca in questo campionato anche nella stagione 1924-1925, con l'Austria Vienna (con cui vince inoltre una Coppa d'Austria), e nella stagione 1929-1930, con il Wiener AC. Nella stagione 1931-1932 gioca in Grecia, al PAOK.

### Allenatore
Nel 1939 allena il Borussia Dortmund, in Germania; dopo la fine della Seconda guerra mondiale si trasferisce in Italia al Forlì, con cui nella stagione 1947-1948 conquista un quinto posto in classifica nel girone M del campionato di Serie C, che, a causa di una riforma dei campionati, non è tuttavia sufficiente ad evitare la retrocessione in Promozione della formazione romagnola.
Dal 1950 al 1952 allena il PAOK, nel campionato greco; siede sulla panchina della formazione bianconera anche per l'intera stagione 1953-1954. In seguito, ha fondato un'accademia giovanile al PAOK, che ha continuato ad allenare per diversi anni, facendo esordire vari giovani poi arrivati in prima squadra, tra i quali Leandros Symeonidis, Giannelos Margaritis e Giorgos Havanidis.

## Palmarès

### Giocatore

#### Competizioni nazionali
- Coppa d'Austria: 1

Austria Vienna: 1924-1925